# Péplomère
«  Protéine S ou spiculaire ou protéine spike » redirige ici. Pour les autres significations, voir Protéine, Spike et protéine S.

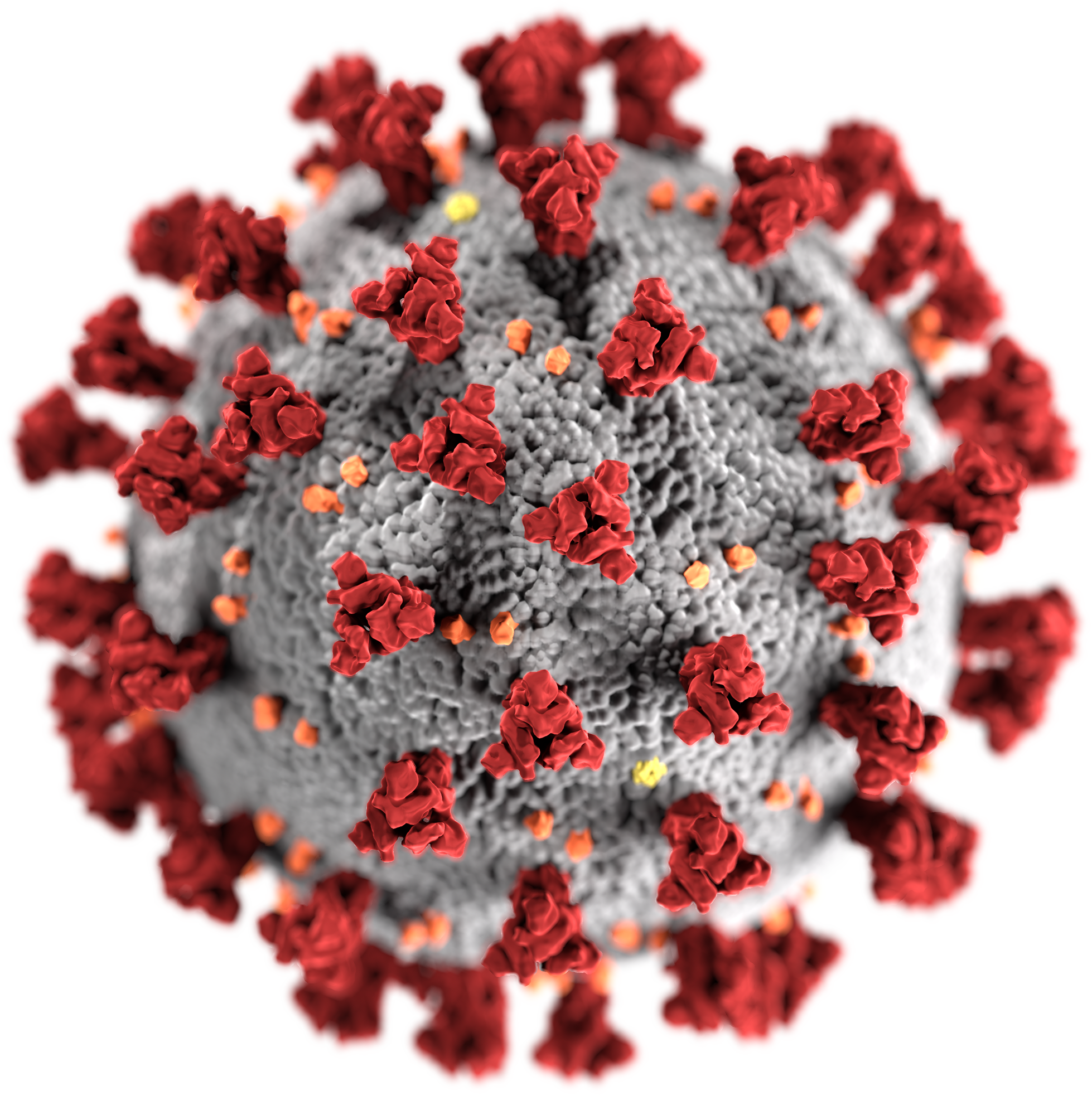
Les péplomères, en couleur rouge et orange, d'un coronavirus ; dans le cas du SARS-CoV-2 (et probablement des autres Coronavirus).

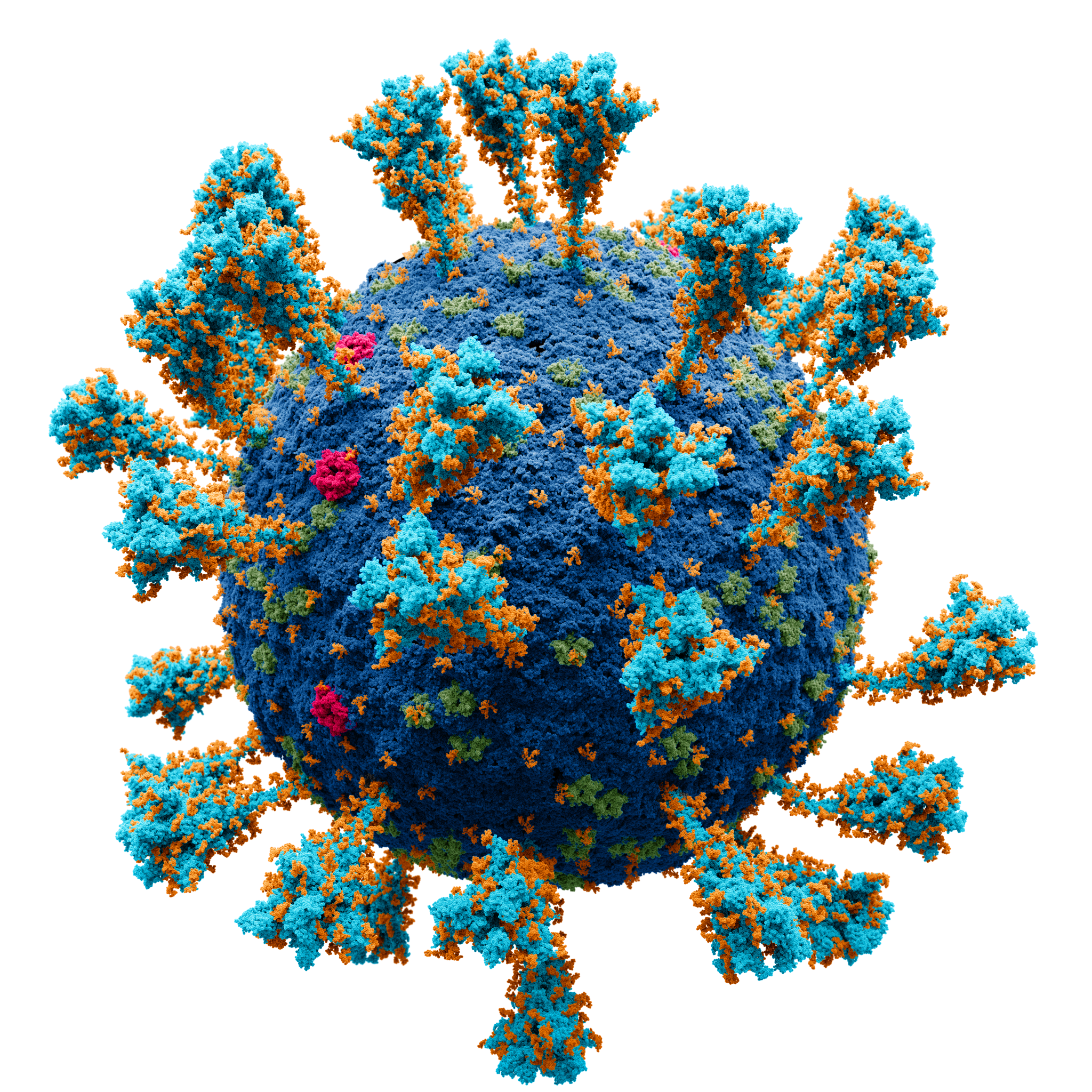
Autre représentation du Coronavirus SARS-CoV-2 responsable de la COVID-19 montrant mieux le caractère souple et mobile des protéines Spike (couleur turquoise), propriété conférant au virus une meilleure capacité à « scanner » son environnement et à y mieux détecter sa protéine-cible.
La protéine est glycosylée (ses glycanes étant ici représenté en orange).

Un péplomère ou spicule,, protéine S, protéine de pointe ou, par anglicisme, protéine spike, est une glycoprotéine prenant la forme d'un champignon émergeant de l'enveloppe virale de certains virus.
Ces protubérances ne se lient qu'à certains récepteurs de la cellule hôte ; elles sont essentielles à la fois pour la spécificité de l'hôte et l'infectiosité virale.
Dans le cas du coronavirus responsable de la COVID-19, le SARS-CoV-2, grâce à une triple articulation, ces "pointes" sont mobiles, ce qui ne semble pas être le cas des péplomères de virus grippaux, mais qui pourrait être le cas de tous les coronavirus (ce qui reste à démontrer). 
Ces articulations confèrent une flexibilité aux protéines Spike qui peuvent ainsi « basculer, se balancer et tourner, ce qui pourrait leur permettre de scanner plus facilement la surface cellulaire et de permettre à plusieurs pointes de se lier à une même cellule humaine via des protéines ACE2 (réceptrices du virus) proches. Il n'y a pas de données expérimentales similaires pour d'autres coronavirus, mais comme les séquences de protéines de pointe sont hautement conservées au cours de l'évolution, il est juste de supposer que ce trait est partagé », précise Martin Beck du Max Planck Institute de biophysique de Frankfort qui a étudié ce sujet avec ses collègues.

## Étymologie, terminologie
(du grec πέπλος peplos, la tunique, ayant donné le terme péplos, désignant l'enveloppe des virus.)
Le mot « péplomère » désigne un groupement de protéines hétérologues émergeant de la surface du virus et qui fonctionnent ensemble[réf. nécessaire].

## Importance pour le système immunitaire
Les « protéines S » sont la cible principale de la réponse immunitaire cellulaire et humorale ; elles induisent la formation d'anticorps.

## Défenses contre le système immunitaire
Comme la majorité des protéines de surface, le péplomère a des régions hypervariables lui permettant de contourner les mécanismes de défense du système immunitaire.
D'autre part, le péplomère peut être, hormis pour sa zone active située à l'extrémité de la « pointe » (forme de « massue » en réalité), couvert de glycanes. De nombreux virus ont des glycanes recouvrant leurs protéines externes, ce manteau constitué de sucres offre au virus, au moins dans un premier temps, une quasi-invisibilité  face au système immunitaire humain (« comme un loup déguisé en mouton » note Megan Scudellari dans la Revue Nature).

## Chez les bactériophages
Les fibres caudales de certains bactériophages, en particulier les phages de type T4, sont des péplomères modifiés.

## Exemples
Les péplomères peuvent être observés par microscopie électronique à la surface des virus enveloppés tels les Orthomyxoviridae, Paramyxoviridae, Rhabdoviridae, Filoviridae, Coronaviridae, Bunyavirodae, Arenaviridae et Retroviridae.

### Cas particulier des virus grippaux
Le virus de la grippe présente deux types de péplomères :
- l'hémagglutinine, triangulaire en forme de pointe ;
- la neuraminidase en forme de champignon[réf. nécessaire].

### Cas particulier du SARS-CoV-2

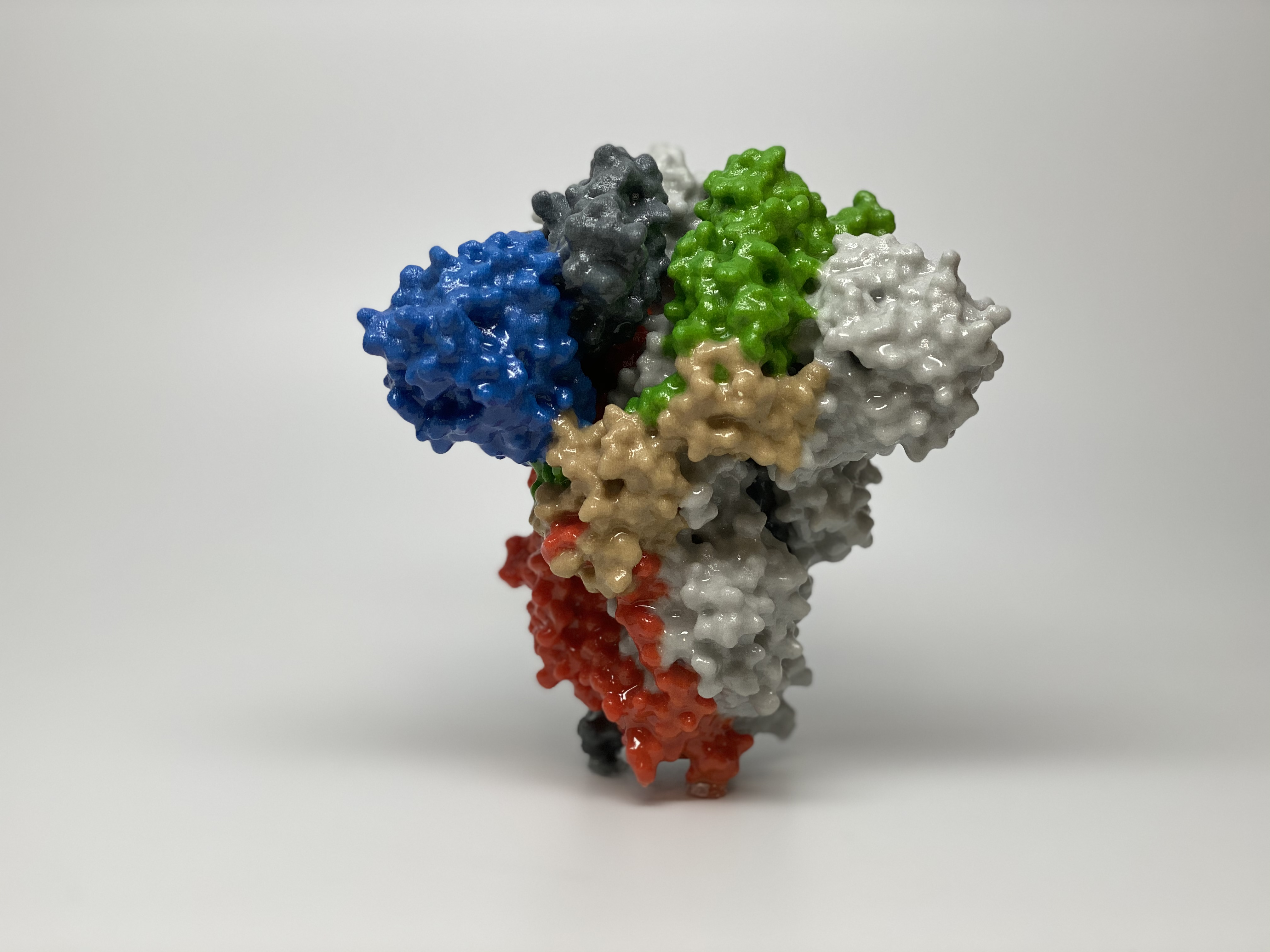
impression 3D de l'un des trimères constituant la "massue" située au sommet de la protéine Spike du SARS-CoV-2.

Les progrès de la chimie, de la biophysique et de la biochimie computationnelles ont permis à Janet Iwasa (Université publique de l’Utah à Salt Lake City) et à son équipe de modéliser finement les parties externes du virus SARS-CoV-2 responsable de la pandémie de COVID-19 en se basant sur les données structurelles et génétiques disponibles en 2020. Ces données ont permis à un superordinateur de produire un rendu « atome par atome » montrant bien que les protéines de pointe du SRAS-CoV-2 qui sortent de la capside sont non-rigides et qu’elles sont enveloppées d’un manteau constitué de petites molécules  de sucre, dites glycanes.
Le virus de la COVID-19 a des protéines de pointes qui semblent inhabituellement mobiles (grâce à 3 articulations), alors que celle du virus de la grippe (autre gros virus aéroporté à ARN)  sont rigides.
Cette modélisation a aussi permis de comprendre comment le virus, via un système bio-nano-mécanique, peut s’arrimer aussi solidement sur les cellules humaines qu’il cible « avec une force surprenante » (par rapport au SARS-CoV-1, le SARS-CoV-2 se lie à l'ACE2 environ 2 à 4 fois plus solidement), puis à se cacher dans la cellule, puis à se déguiser quand les virions en repartent, expliquant son infectiosité et la difficulté que le système immunitaire a à le contrôler.
Les mutations de cette protéine sont suivies avec attention par les virologues et les fabricants de vaccins. À titre d'exemple :
- le variant Alpha du SARS-CoV-2 présente dix changements de configuration de la protéine Spike, faisant que le RBD (Receptor binding domain, domaine d'une protéine lui permettant de se lier au récepteur ciblé) tend à se présenter plus souvent en position « haute »[12] ; ce qui aiderait le virus à pénétrer ses cellules cibles, selon Priyamvada Acharya (biologiste structurale au Duke Human Vaccine Institute de Durham, en Caroline du Nord) ;
- le variant Delta est quant à lui porteur de plusieurs mutations de la sous-unité S1, dont 3 dans le RBD qui semblent faciliter sa capacité à se lier à l'ACE2 et à échapper au système immunitaire[13].

### Galerie d'images

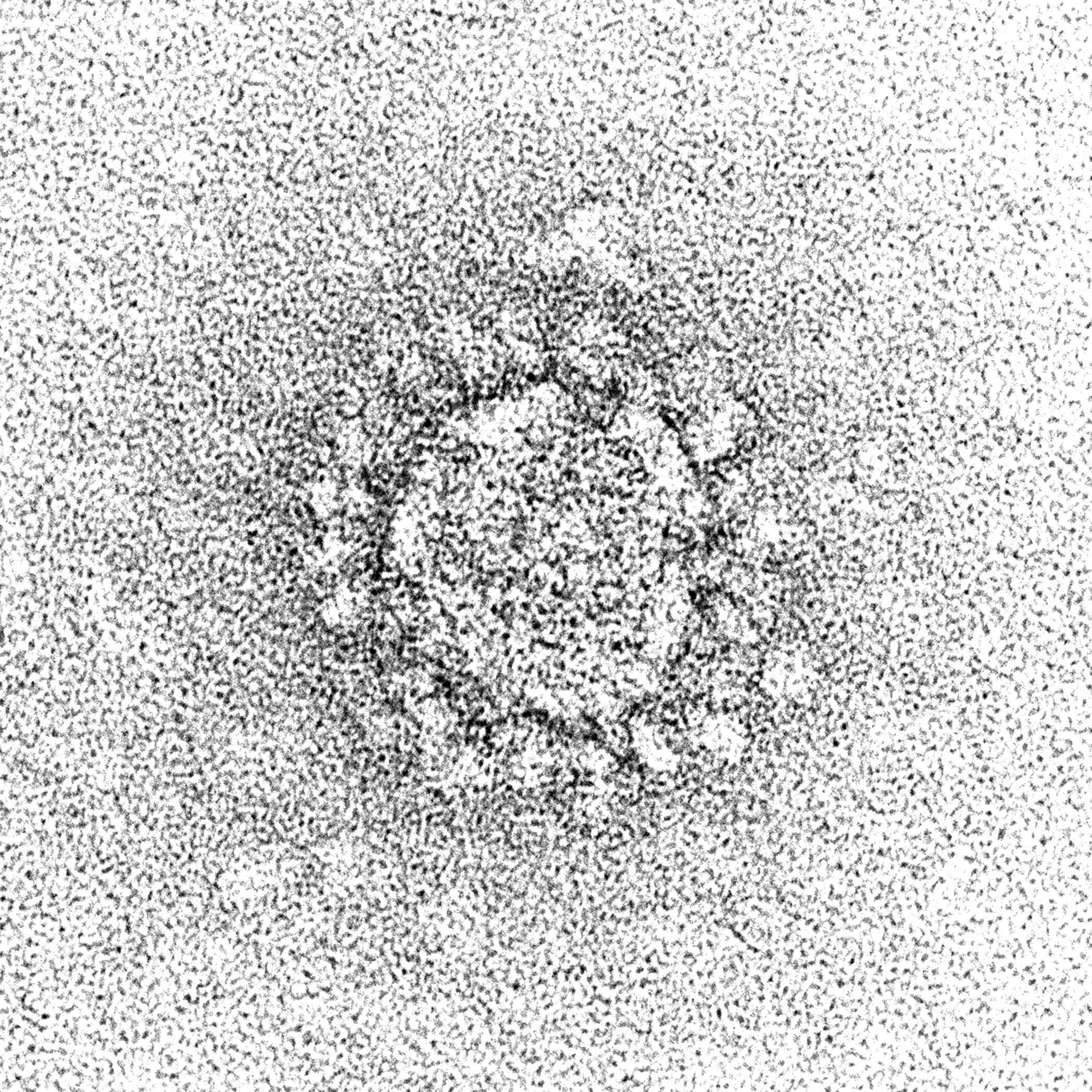
Protéines Spike visibles en microscopie électronique.
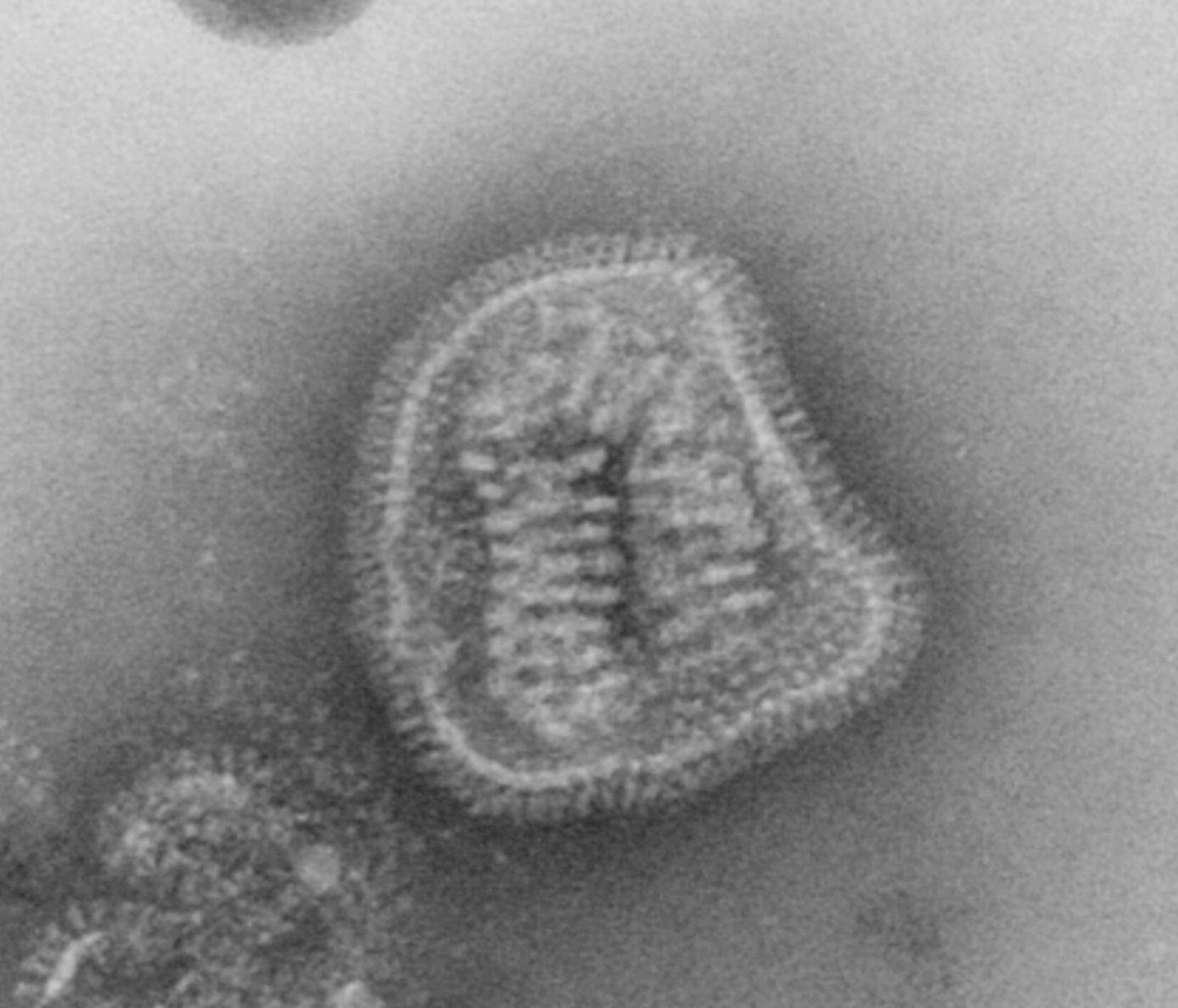
Particule virale de la grippe (Influenza).
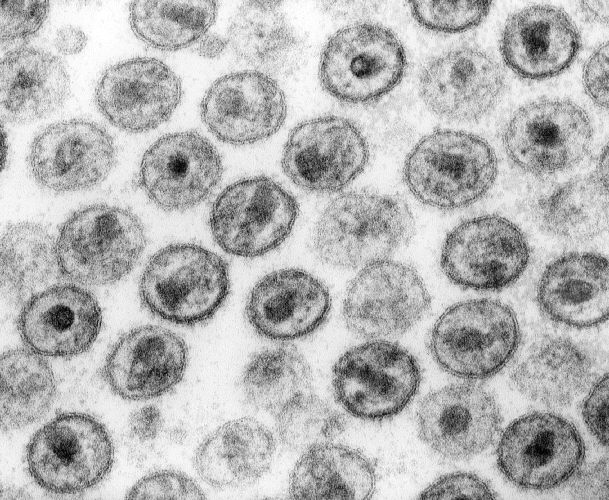
VIH (virus du SIDA).